# Parafia Wniebowzięcia Najświętszej Maryi Panny w Śniadowie
Parafia pw. Wniebowzięcia Najświętszej Maryi Panny w Śniadowie – rzymskokatolicka parafia należąca do dekanatu Łomża - św. Brunona, diecezji łomżyńskiej, metropolii białostockiej. Parafię prowadzą księża diecezjalni.

## Zasięg parafii
Do parafii należą wierni z następujących miejscowości: Śniadowo, Brulin, Chomentowo, Duchny Młode, Stare Duchny, Grabowo, Jakać-Borki, Jakać Dworna, Jakać Młoda, Jastrząbka Młoda, Jemielite-Wypychy, Kołaczki, Konopki Młode, Koziki, Mężenin, Olszewo, Ratowo-Piotrowo, Śniadowo-Stara Stacja, Sierzputy-Marki, Sierzputy Zagajne, Stara Jakać, Stara Jastrząbka, Stare Jemielite, Stare Ratowo, Stare Szabły, Strzeszewo, Szabły Młode, Truszki, Zalesie-Poczynki, Zalesie-Wypychy.

## Historia
Parafia została erygowana w 1405 roku. Obecny kościół murowany w stylu neogotyckim pw. Wniebowzięcia NMP zbudowany w latach 1906-1912 staraniem księdza proboszcza Jerzego Kamińskiego, konsekrowany 8 czerwca 1925 przez biskupa Romualda Jałbrzykowskiego.